# Pehr Zakrisson
Pehr Zakrisson, även känd som Per Zakrisson i Kubbe, född 1723 i Kubbe, Anundsjö socken, Ångermanland, död 1780 i Anundsjö socken, var en svensk byggmästare, snickare och bildhuggare.
Han var son till torparen Zakris Pehrsson. Zakrisson var under 1700-talet en av Norrlands mest kända bygdekonstnärer verksam både som byggmästare, möbelsnickare, bildhuggare och konstsmed. Han medverkade i uppförandet av Junsele kyrka och klockstapel 1763. Hans mest kända och bevarade arbeten är klockstaplarna vid Anundsjö kyrka och Nordmalings kyrka. I sina möbelarbeten dröjde han kvar i formgivning från renässansen och barocken längre än bygdekonstnärerna i södra Sverige. Zakrisson är representerad vid Nordiska museet, Murbergsmuseet i Härnösand och Örnsköldsviks museum.   